# Институт гидрологических исследований
Институт гидрологических исследований — исследовательский институт в Иране.
Институт гидрологических исследований входит в число организаций, подведомственных Министерству энергетики, и относится к центрам, работающим в сфере водной промышленности и водоочистки. Это учреждение включает в себя 2 аффилированных института в Тегеране и 4 исследовательских центра в Тегеране, Сари, Йазде и Ширазе: работая в различных научных отраслях водной промышленности Ирана, оно является ведущим научным центром в данной области. Привлекая специалистов смежных областей и создавая им подходящую атмосферу для практического применения достижений теоретических исследований, Институт гидрологических исследований стремится институционализировать в научных организациях принцип ведения исследовательской работы, предполагающей коммерциализацию её результатов.
Адрес: Тегеран, Хакимийе, б-р Шахида Аббаспура, Институт изучения воды

## Краткая история
В 1967 г. при Министерстве энергетики начала свою работу организация под названием «Центр лабораторных исследований», в задачу которой входило моделирование плотин и гидросооружений.
В 1975 г. этот центр был выделен из Министерства энергетики и под названием «Институт изучения и лабораторных исследований водных ресурсов» продолжил свою работу.
В 1989 г. кабинет министров преобразовал это учреждение в «Организацию исследования водных ресурсов».
В 1991 г. параллельно с процессом приватизации ряда учреждений под эгидой Министерства энергетики, упомянутая компания была преобразована в полугосударственную компанию и независимый комплекс под названием «Центр гидрологических исследований», который помимо всего прочего начал работать в сфере морской и береговой инженерии.
В 2001 г. с целью объединения всех видов исследовательской деятельности в сфере гидрологии Институт гидрологических исследований получил разрешение Министерства науки, исследований и технологий и, обретя статус юридического лица, со второй половины 2002 г. фактически начал свою работу.

## Задачи Института
В соответствии с утверждённым уставом, перед Институтом стоят следующие задачи:
— расширение исследований, углубление знаний и производство технологий в области гидрологии
— получение доступа к новейшим мировым знаниям и технологиям в сфере гидрологии
— создание необходимых условий для повышения уровня исследовательской работы по гидрологической проблематике и практического применения её результатов с целью оптимального использования водных ресурсов.

## Обязанности Института
В связи с поставленными задачами Институту вменяются следующие обязанности:
— выявление и изучение запросов на исследования в области гидрологии
— реализация научно-практических и фундаментальных проектов и разработок с целью получения доступа к практическому знанию, необходимому в
области гидрологии
— проведение специализированных научных курсов, конференций и семинаров по проблемам, связанным с гидрологией
— публикация специализированных монографий и периодических изданий, популяризация результатов научных исследований и достижений в области
гидрологии
— выявление запросов на исследования и участие в составлении соответствующих исследовательских программ
— налаживание по мере необходимости устойчивой связи с университетами, исследовательскими учреждениями и специализированными научными ассоциациями, относящимися к государственному и частному секторам, по всем вопросам, связанным с гидрологией
— налаживание эффективной системы учёта запросов специалистов и учёных страны, а также создание необходимых возможностей для использования новейших научных достижений в области гидрологии.

## Проекты по благоустройству
— охрана природных ледников Ирана
— прогнозирование и предупреждение о селевых потоках
— лабораторные исследования качества воды
— гидравлическая лаборатория и речная инженерия
— засев облаков
— амплитуда колебаний уровня воды в Каспийском море
— твёрдые горные породы (карст)
— проект по оснащению и восстановлению.

## Аффилированные институты и центры
— Институт гидроинженерии и водной среды
— Институт изучения водных ресурсов
— Национальный центр изучения Каспийского моря (Сари)
— Национальный центр изучения твёрдых горных пород (карст) (Шираз)
— Национальный центр изучения засева облаков (Йазд)
— Центр изучения воды и водоочистки